# Siemens ER20
De ER 20 is een loc uit de Eurorunner-familie van diesellocomotieven en werd gebouwd door Siemens. Inmiddels wordt dit type niet meer geproduceerd en is het vervangen door het Vectron-platform. Dit type staat ook bekend als ÖBB reihe 2016 en heeft de officiële bijnaam Hercules.

## Geschiedenis
Van 2002 tot 2004 werden aan de Österreichische Bundesbahnen 100 stuks (70 + optie van 30) ER 20 BU afgeleverd (Rh 2016 Hercules). Later zijn er nog meer locomotieven van dit type gebouwd, onder andere voor de Regentalbahn, die er de Arriva-Länderbahn-Express-diensten mee rijdt. In augustus 2003 zijn vijf stuks met middenbufferkoppeling aan de Kowloon-Canton Railway uit Hongkong geleverd.
De ER 20 BF is een goederenvariant die geen voorzieningen voor de treinverwarming heeft, waardoor extra vermogen beschikbaar is voor de tractie.
Eind juli 2012 werd aangekondigd dat de laatste op geproduceerde exemplaren waren afgeleverd. De Eurorunner wordt vervangen door de Vectron DE.
In de tussentijd zijn er ook nog de ER 24 PC voor de RAI (Iraanse staatsspoorwegen) en de
ER 20 CF voor de Lietuvos Geležinkeliai (LG, Litouwse staatsspoorwegen) gebouwd, zie ook Siemens ES 2007.

## Techniek
Als krachtbron heeft de locomotief een 2.000 kW 16-cilinder dieselmotor met common-rail injectie en een intercooler, uit de 4000-serie van MTU Friedrichshafen. Wanneer de motor stationair loopt worden acht van de zestien cilinders uitgeschakeld. Dit reduceert het brandstofverbruik en verlaagt het geluidsniveau.
Het vermogen wordt dieselelektrisch overgedragen aan de tractiemotoren. De door de draaistroomgenerator opgewekte spanning gaat naar een watergekoelde GTO-omvormer dat er een draaistroom met variabele spanning en frequentie van maakt, waarmee de vier draaistroomtractiemotoren worden gevoed. In de omvormer zit ook een afsplitsing voor het hoogspanningsleiding (Duits: zugsammelschiene). Via een trafo wordt hieruit een laagspanningscircuit gevoed voor de koeling, batterijlading, enz. Deze hoogspanningsleiding is ook gekoppeld aan de treinverwarmingsleiding, die aangekoppelde rijtuigen van hoogspanning voor verwarming, airco en verlichting kan voorzien. Door koppeling van het tractiestroomcircuit en de hoogspanningsleiding kan remenergie (via de elektrodynamische remmen) worden gebruikt voor andere apparatuur. De overige remenergie wordt via rijwindgekoelde remweerstanden op het dak afgevoerd.

De draaistellen zijn grotendeels gelijk aan die van DB-AG baureihe 152. De tractiemotoren zijn via een zogenoemde Ritzelhohlwellenantrieb verbonden met de assen. Hierbij is zijn de tractiemotoren wel, maar de tandwielenkast niet volledig afgeveerd.
Het locomotief-frame bestaat uit twee langsdragers met dwarsverbindingen ter hoogte van de uiteinden, draaistellen en de dieselmotor. De locomotiefkast bestaat uit een vakwerk van staalprofielen, waar bij ook het dak onderdeel is van de dragende constructie. De zijwanden zijn van aluminium en worden vastgeplakt op het de kast. De cabine wordt als een geheel aan de rest van de locomotiefkast bevestigd en heeft een bedieningspaneel volgens UIC 651.
De goederenversie ER 20 BF heeft geen installatie ten behoeve van de treinverwarming en heeft deels op die plaats een grotere brandstoftank.
De locomotieven zijn uitzonderlijk stil, iets wat noodzakelijk was om aan de Oostenrijkse regelgeving te kunnen voldoen.

## Eigenaren
De onderstaande tabel geeft een overzicht van eigenaren.
| Eigenaar                                                            | Aantal | Land       | Opmerkingen                    |
| ------------------------------------------------------------------- | ------ | ---------- | ------------------------------ |
| Österreichische Bundesbahnen (ÖBB)                                  | 100    | Oostenrijk |                                |
| MRCE Dispolok                                                       | 13     | Duitsland  |                                |
| Alpha Trains                                                        | 12     | België     | geleased door Vogtlandbahn     |
| Metrans                                                             | 7      | Tsjechië   |                                |
| Kowloon-Canton Railway, Hongkong (onderdeel van MTR Corporation)    | 5      | China      |                                |
| PCT (Private Car Train)                                             | 5      | Duitsland  |                                |
| Eisenbahnen und Verkehrsbetriebe Elbe-Weser                         | 4      | Duitsland  |                                |
| LTE Logistik- und Transport GmbH                                    | 4      | Oostenrijk |                                |
| RTS Rail Transport Service GmbH                                     | 4      | Oostenrijk |                                |
| Stern & Hafferl                                                     | 4      | Oostenrijk |                                |
| Ascendos (voorheen CBRail)                                          | 3      | Duitsland  | geleased door Nord-Ostsee-Bahn |
| Osthannoversche Eisenbahnen AG (OHE)                                | 3      | Duitsland  |                                |
| Steiermärkische Landesbahnen                                        | 3      | Oostenrijk |                                |
| Adria Transport                                                     | 2      | Slovenië   |                                |
| CTV                                                                 | 2      | Roemenië   |                                |
| PRESS                                                               | 2      | Duitsland  |                                |
| Eisenbahngesellschaft Ostfriesland-Oldenburg mbH (e.g.o.o./Enercon) | 2      | Duitsland  |                                |
| IntEgro                                                             | 2      | Duitsland  |                                |
| Westfälische Landes-Eisenbahn GmbH (WLE)                            | 2      | Duitsland  |                                |
| Siemens testcentrum Wegberg-Wildenrath                              | 1      | Duitsland  |                                |
| SG - LHG Service Gesellschaft mbH                                   | 1      | Duitsland  |                                |

## Afbeeldingen

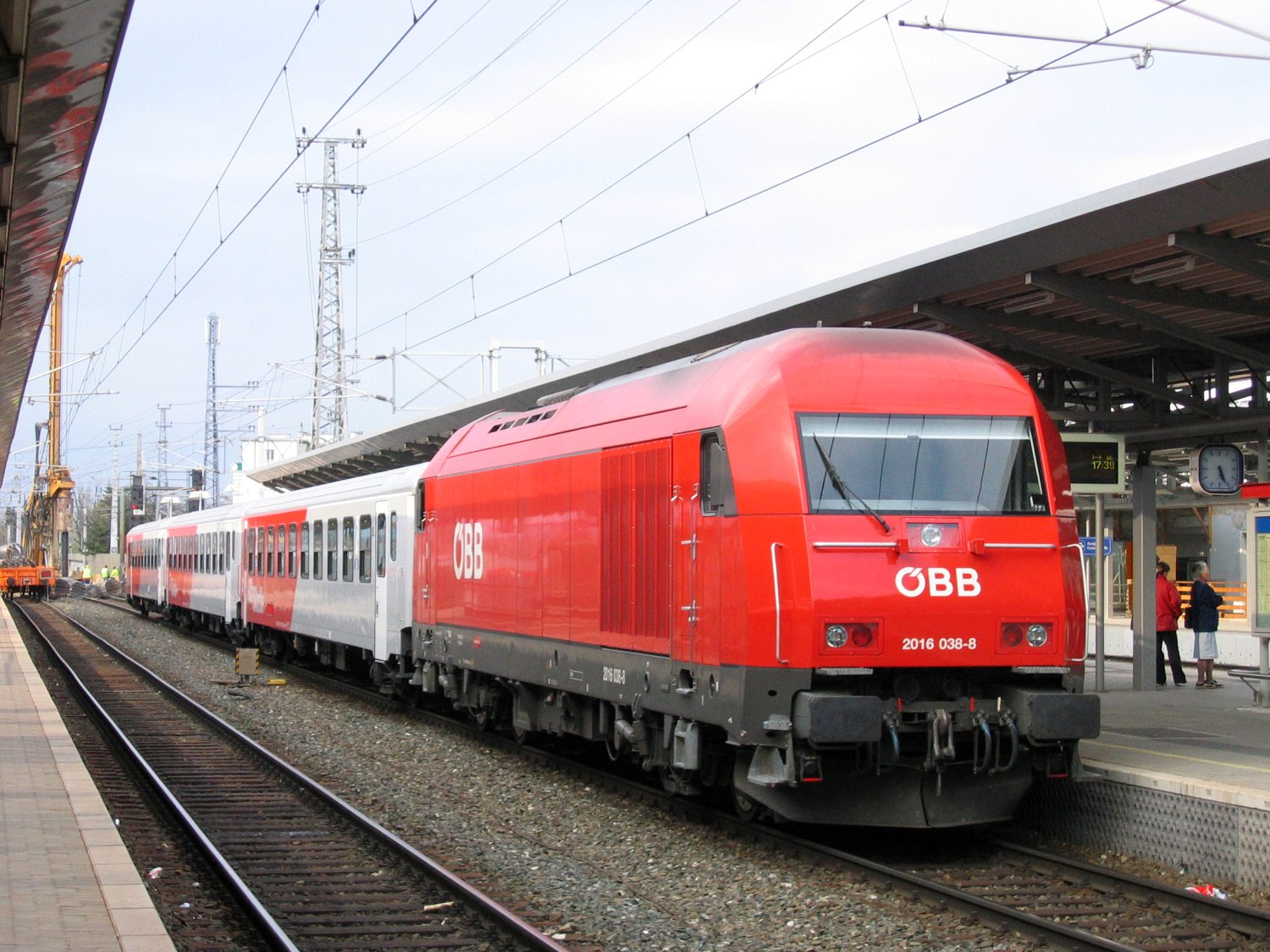
ÖBB 2016 038-8 te Wiener Neustadt Hbf
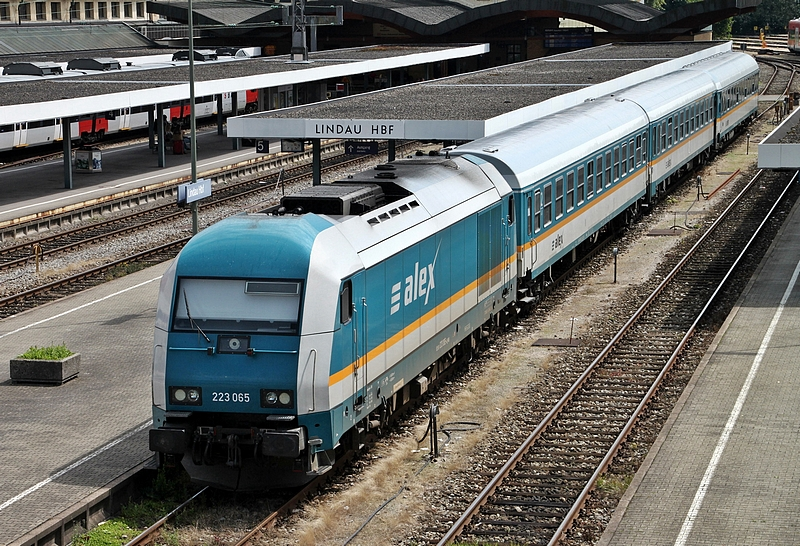
ALEX te Lindau Hauptbahnhof
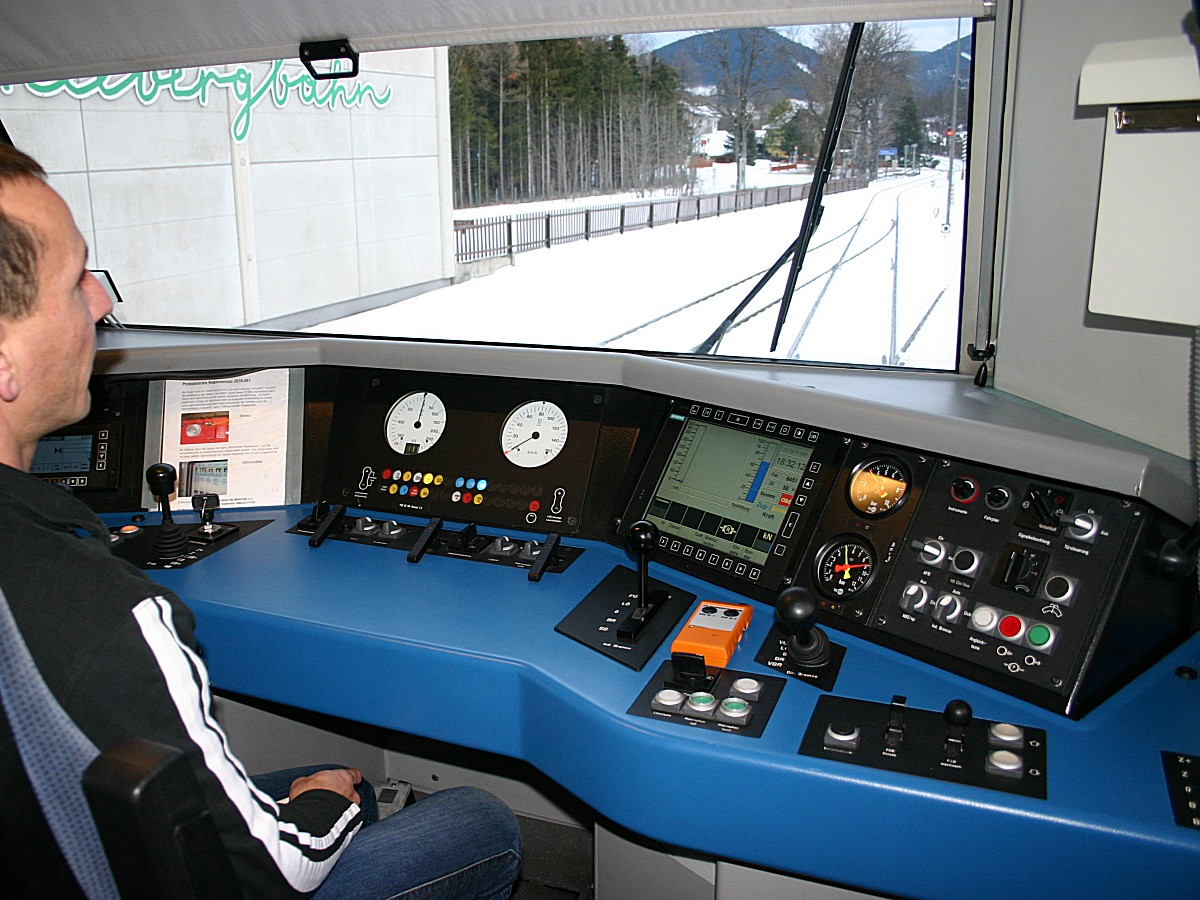
Cabine van een ÖBB Rh 2016
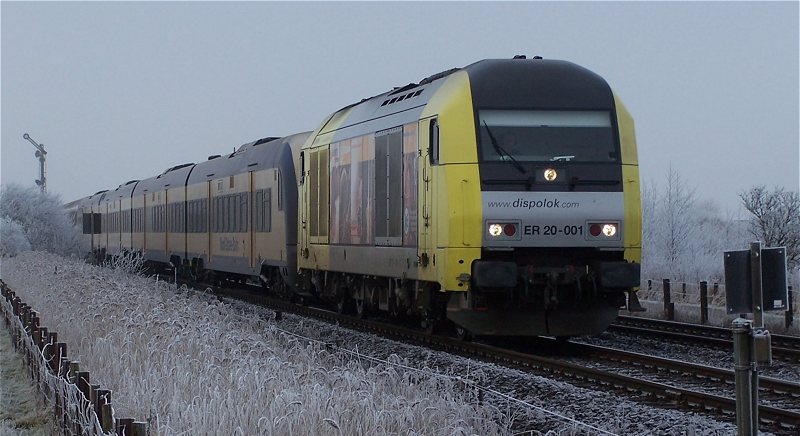
Marschbahn-Express van NOB tussen Westerland en Hamburg-Altona
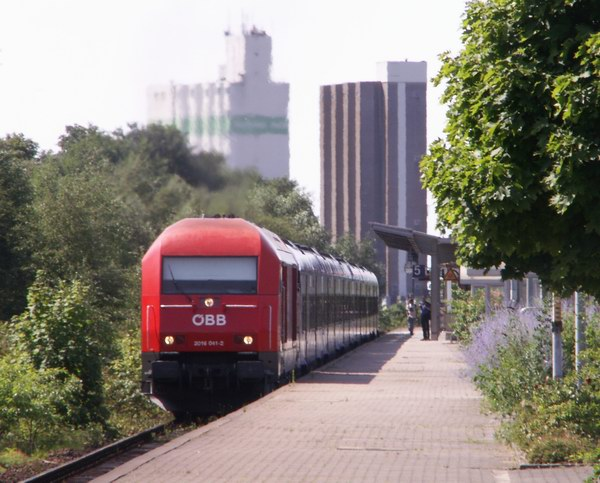
ÖBB-loc, gehuurd door NOB, te Husum
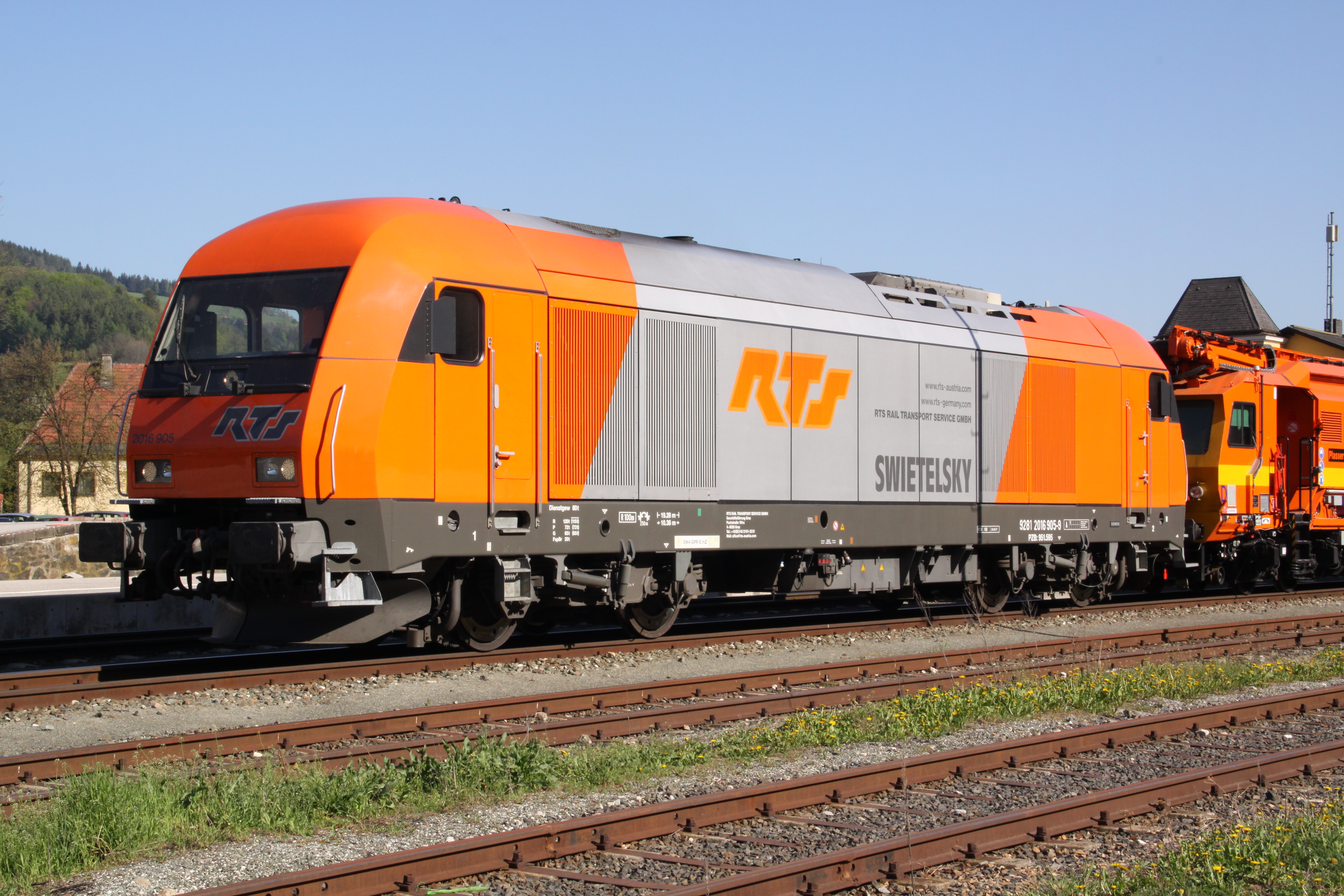
RTS 2016 905-9
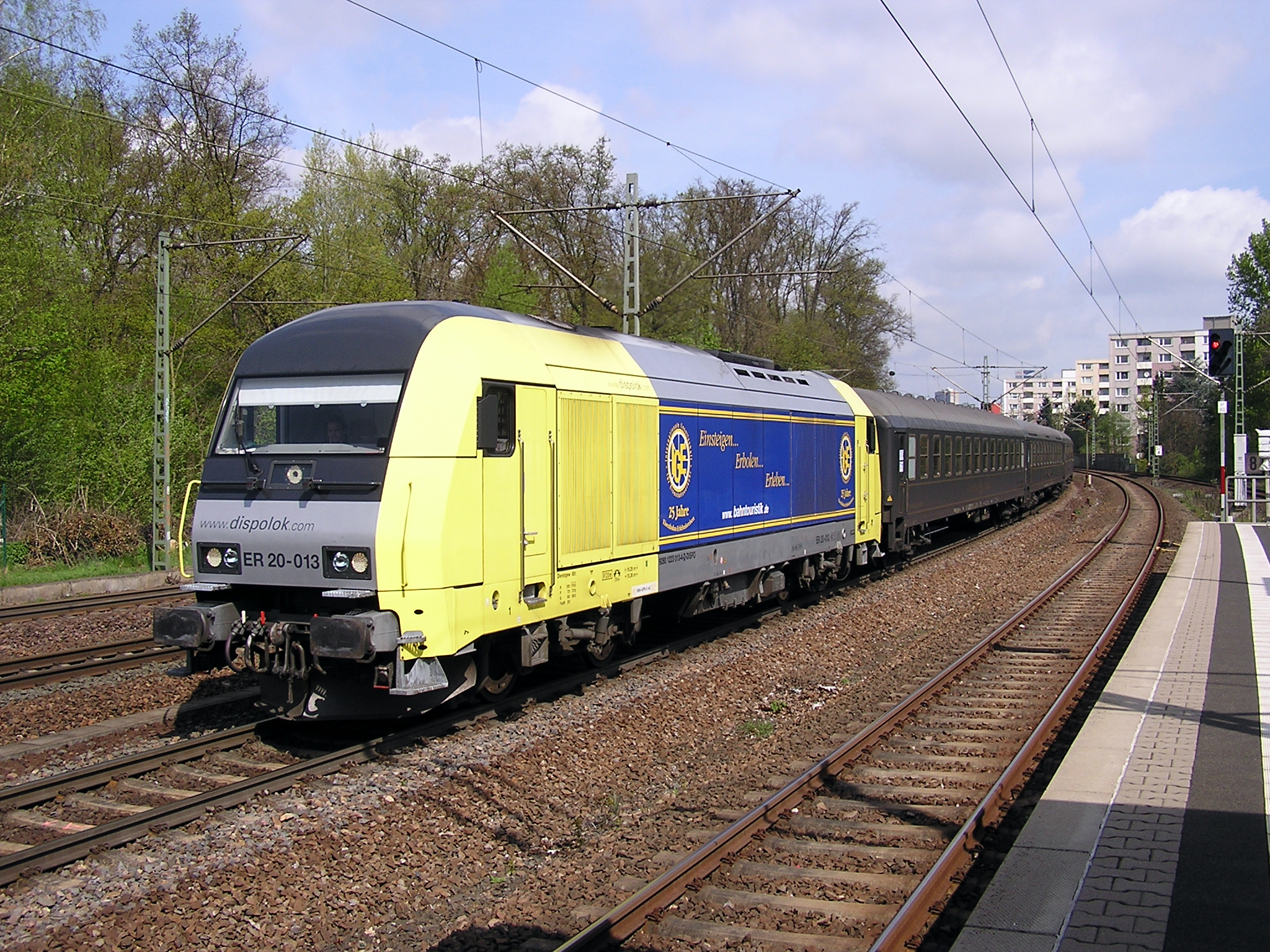
Dispolok ER20-013
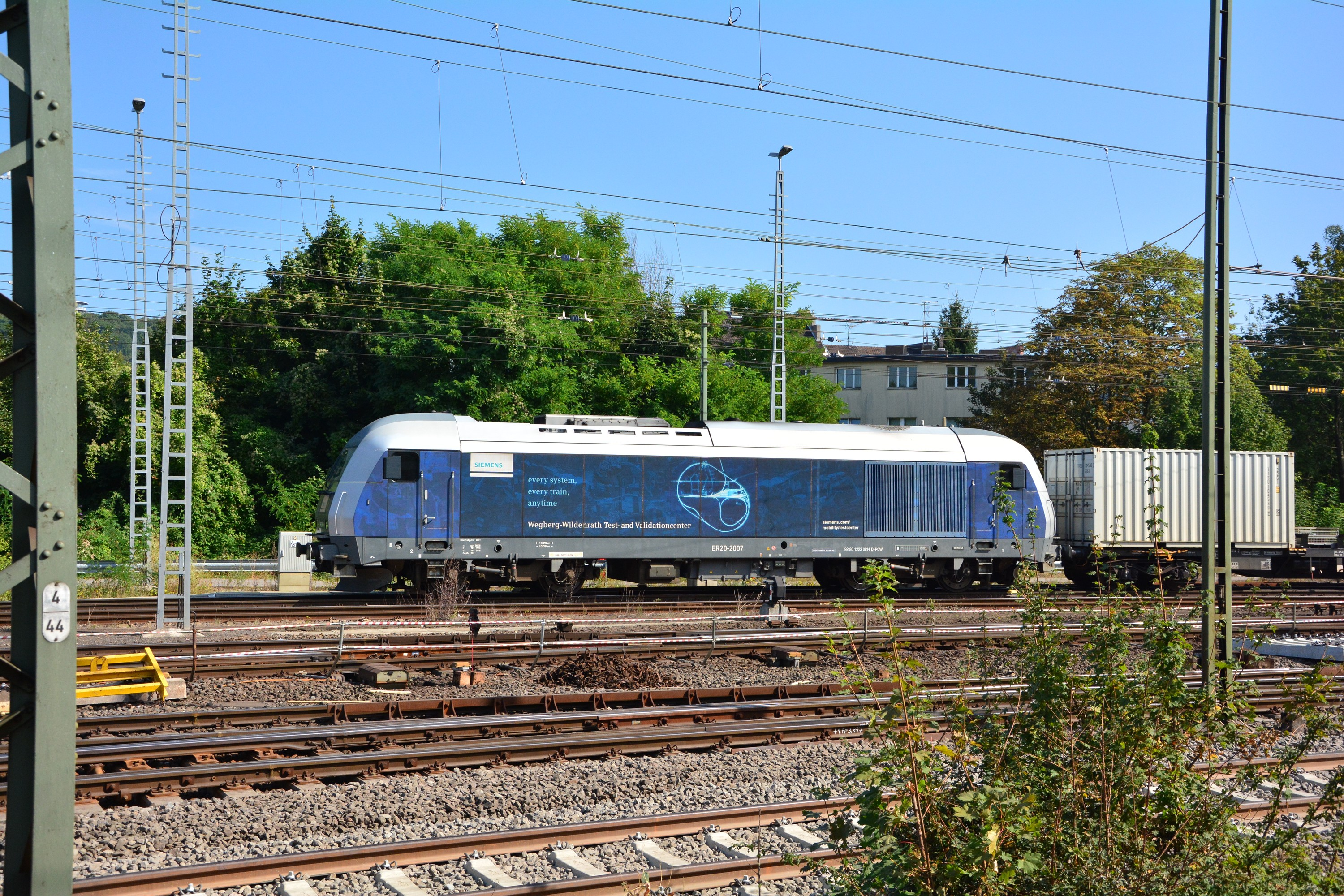
Locomotief ER20-2007 van het Siemens Wegberg-Wildenrath Test- and Validationcenter